# Cantone di Alès-1
Il Cantone di Alès-1 è una divisione amministrativa dell'arrondissement di Alès.
È stato costituito a seguito della riforma approvata con decreto del 24 febbraio 2014, che ha avuto attuazione dopo le elezioni dipartimentali del 2015.

## Composizione
Oltre a parte della città di Alès, i comuni appartenenti al cantone sono i seguenti 7:
- Anduze
- Bagard
- Boisset-et-Gaujac
- Générargues
- Ribaute-les-Tavernes
- Saint-Christol-lès-Alès
- Saint-Jean-du-Pin